# Monisme (philosophie analytique)
Ne doit pas être confondu avec Monisme.

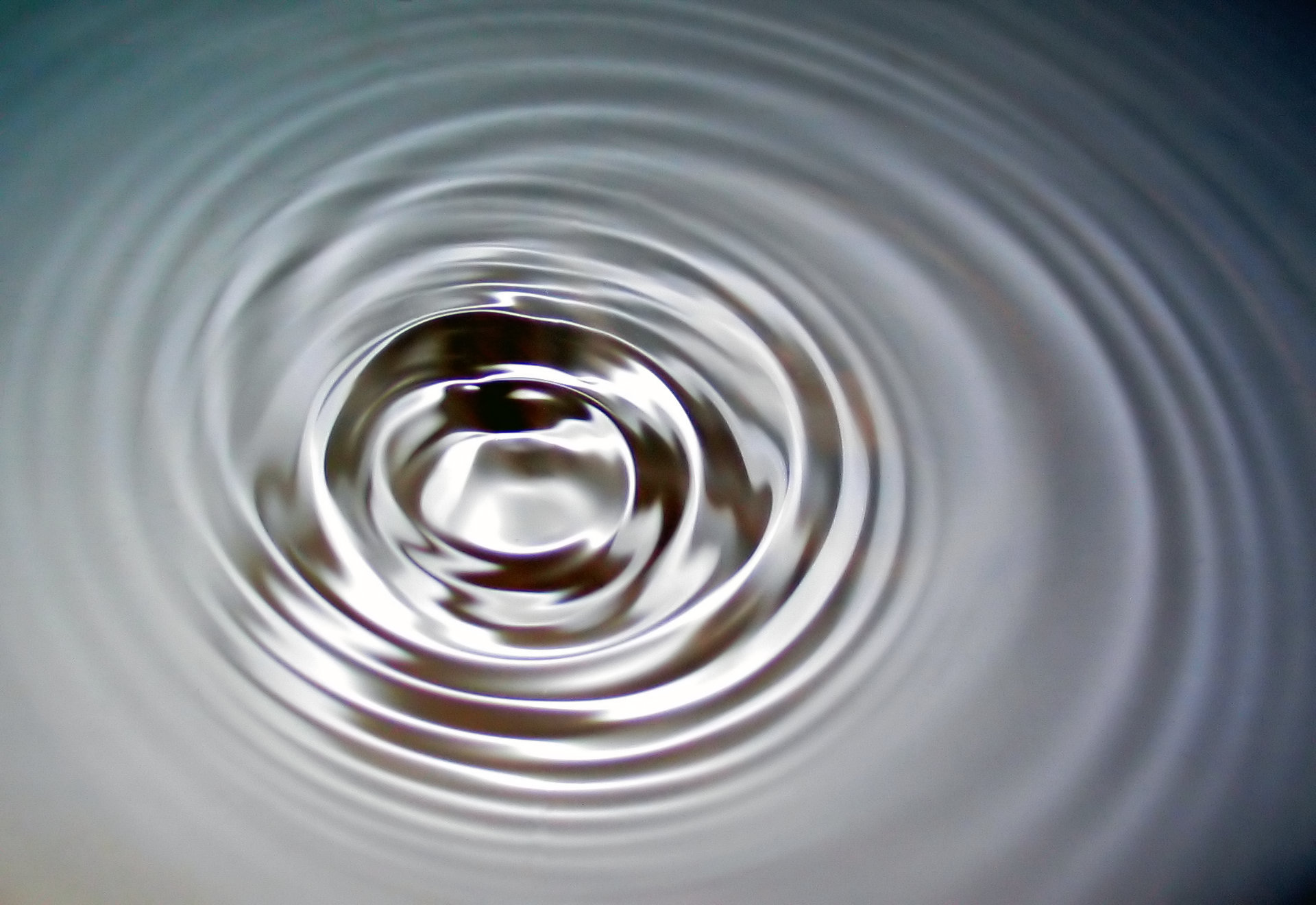
Le monisme envisage les éléments du monde comme autant de modifications de forme ou d'aspect d'une même et unique entité, à l'instar des ondes engendrées à la surface d'un liquide.

Dans le contexte de la métaphysique analytique, le monisme est la thèse selon laquelle il n'existe véritablement qu'un seul être individuel dont la coexistence avec quoi que ce soit d'autre est impossible. En ce sens, il affirme l'unité individuelle, sans division aucune, de tout ce qui existe, et exclut la possibilité même d'une existence séparée.
Le monisme de type « analytique » n'est pas une thèse scientifique concernant les choses et la façon dont on devrait les compter, mais une conception métaphysique portant sur leur mode d'être. Pour les philosophes monistes du courant analytique, il n'y a – et il ne peut y avoir – qu'un seul individu existant par lui-même. Tout ce que nous croyons à tort exister de façon séparée n'est qu'une modification, un aspect ou un sous-produit de cet individu.
Depuis les travaux de Terence Horgan, Matjaž Potrč et Jonathan Schaffer dans les années 2000, qui ont permis de renouveler et de formaliser les concepts du monisme, cette vision unitaire du monde connaît un regain d'intérêt en philosophie analytique.

## Désambiguïsation
Bien qu'il implique également l'idée d'une unité substantielle du monde, le monisme entendu au sens analytique ne doit pas être confondu avec le monisme classique tel qu'il a été défini par Christian Wolff au XVIIIe siècle, et qui est aujourd'hui qualifié de « monisme de la substance » (substance monism) par les auteurs du courant analytique. En effet, l'affirmation classique de l'unité substantielle des choses, partagée aussi bien par les philosophes matérialistes que par ceux qui défendent une conception spiritualiste de la réalité, est parfaitement compatible avec l'affirmation qu'il existe véritablement un grand nombre de choses distinctes. L'unité alors envisagée n'est pas celle qui établit l'existence d'« une seule chose », mais celle qui établit l'existence d'« un seul type de choses », autrement dit, celle d'une seule grande catégorie d'entités susceptible de comprendre toutes les catégories d'entités existantes (par exemple, dans une perspective matérialiste, la catégorie « matière » comprend toutes les catégories de choses existantes). Or, dans son acception analytique, le monisme est une thèse plus forte et plus radicale que celle-ci, puisqu'il affirme l'unité individuelle (« une seule chose ») de tout ce qui existe véritablement ou fondamentalement.

## Origine et histoire
L'affirmation de l'unité individuelle de l'être se retrouve dès l'Antiquité, dans le Parménide de Platon ou dans le néoplatonisme, par exemple. Mais c'est seulement dans le contexte de la philosophie britannique qu'elle constitue un thème soumis à l'analyse logique, notamment avec Francis Herbert Bradley et Bernard Bosanquet. À la fin du XIXe siècle et au début du XXe siècle, ces deux philosophes sont les principaux représentants de l'idéalisme britannique, courant de pensée qui s'inspire de l'idéalisme absolu de Hegel et du spiritualisme de Hermann Lotze. Avec John McTaggart, ils annoncent la philosophie analytique moins par leur doctrine et leur méthodologie communes, que par l'opposition qu'ils suscitent chez les philosophes analytiques de la première génération, Bertrand Russell et George Edward Moore. Les premiers développements de la philosophie analytique procèdent en effet d'une critique de l'idéalisme philosophique, associée à une critique plus spécifique du monisme de Bradley et Bosanquet. Chez ces deux auteurs, le monisme prend une nouvelle forme : la réalité n'est plus une totalité identifiable à la pensée ou à l'esprit, comme chez Hegel, mais une unité inexprimable qui transcende la pensée même. 

### L'idée d'unité absolue

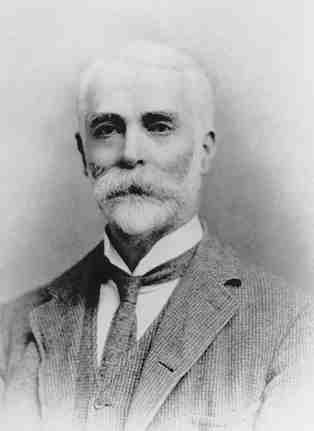
Bernard Bosanquet, auteur en 1913 de The Value and Destiny of the Individual.

#### Bradley et Bosanquet
Après avoir longuement travaillé sur l'œuvre de Hegel, dont l'idéalisme absolu l'inspire, F. H. Bradley publie en 1893 son ouvrage majeur : Appearance and Reality. Dans cet ouvrage de métaphysique, il affirme qu’il n’y a rien à proprement parler de réel sinon l’Absolu lui-même : tout, hormis l’Absolu, est apparence ou illusion,. Bradley élabore en ce sens une conception de la réalité où les relations apparentes entre les choses n'ont aucune consistance véritable et correspondent simplement à des aspects différenciés par la pensée d'un seul et même être d'ordre spirituel ou psychique, d'où proviennent toutes nos expériences. L'expérience de l’Absolu, de type mystique, est atteinte lorsqu'elle manifeste cette totalité indifférenciée, autrement dit, cette unité spirituelle indivisible. Mais la pensée fractionne l’unité de cette expérience en de multiples aspects qui sont interprétés à tort comme des choses ou des propriétés indépendantes. En outre, l'Absolu ne peut de son côté entretenir de relation épistémique ou ontologique avec une quelconque pensée. Il possède en effet trois propriétés qui interdisent ces deux genres de relation :
1. il est parfaitement concret et individuel ; il ne peut donc être saisi par concept ou abstraction
2. il est universel ; il ne peut donc être inclus dans une expérience particulière et limitée
3. il constitue l'unique réalité ; il ne coexiste donc avec rien, et le monde pluriel dont nous faisons l’expérience n'est qu'une illusion.

Aux objections s'appuyant sur le constat indéniable de la diversité des phénomènes, Bradley propose de considérer une expérience pré-conceptuelle immédiate et primitive qui, avant d'être distinguée par la pensée, se présente toujours comme une unité,. Mais il ne s'agit là pour lui que d'une analogie car, contrairement à l'expérience pré-conceptuelle, l'Absolu transcende par son niveau de conscience la pensée même, et tout, y compris la pensée conceptuelle, est intégré en lui. Cette idée de l'Absolu comme seule véritable réalité séduit au cours du XXe siècle un certain nombre de philosophes indiens se recommandant du Védanta.
Contrairement à Bradley, Bernard Bosanquet ne voit pas quant à lui de discontinuité entre l'expérience ordinaire et l'expérience absolue. Grâce à l'immanence du principe de non-contradiction dans notre vie, nous pouvons partir de n'importe quelle expérience pour aboutir à l'expérience absolue. Mais comme Bradley, il affirme que l'univers (ou l'Absolu) est l'unique individu. Dans The Value and Destiny of the Individual, recueil de conférences publié en 1913, il en présente la démonstration, puis il montre que l'individu fini ne peut accomplir sa destinée en tant qu'unité séparée, mais seulement comme membre de l'univers. L'esprit humain tenant à la fois de la finitude et de l'Absolu (en tant que fragment de l'univers), il possède à la fois une existence finie dans l'espace et dans le temps, et une nature infinie et éternelle marquée par la présence en lui de l'« esprit du Tout ».

#### La doctrine des relations internes
La distinction entre relations internes et relations externes est une thèse centrale de la philosophie de Bradley. Elle lui permet d'argumenter en faveur d'une conception moniste de la réalité en révélant les apories d'une conception pluraliste du monde. Une relation interne est un type de relation qui est établi à propos des objets en vertu de leurs propriétés intrinsèques, c'est-à-dire, des caractéristiques qui les décrivent ou les définissent. Ainsi, une relation entre deux objets est interne si les propriétés intrinsèques de ces deux objets tranchent la question de leur relation. Par exemple, la relation « être de la même couleur que » est une relation interne car, pour toute paire d'objets, leurs propriétés intrinsèques règlent la question de savoir si ces deux objets sont de la même couleur. En revanche, les relations spatiales ou temporelles comme « être entre » sont externes, car aucune connaissance des propriétés des objets considérés dans leurs relations spatiales ne permet de trancher la question de leur  relation. Par exemple, la connaissance complète des caractéristiques de x, y et z ne permet pas d'établir si x se trouve entre y et z, qu'il s'agisse d'objets purement physiques (comme les molécules d'eau) ou d'objets plus abstraits et conventionnels (comme les mers ou les océans). Or, dans la mesure où c'est seulement parce qu'il y a des relations externes que le monde peut être « découpé » en entités distinctes et dénombrables, la remise en cause par Bradley de l'existence de ce second type de relation conduit logiquement à remettre en cause l'idée qu'il existe véritablement des entités distinctes et dénombrables.
La « doctrine des relations internes », qui affirme l'existence des seules relations internes liées aux propriétés intrinsèques, constitue alors l'argument principal du monisme de type analytique. Dans sa version simplifiée, cet argument s'articule de la façon suivante :
1. S'il y a au moins deux choses, alors il y a des relations externes.
2. Ou bien toutes les relations sont internes, ou bien il n'existe aucune relation.
3. Il n'y a qu'une seule chose.

La première prémisse faisant consensus, un nouvel argument doit cependant être avancé pour démontrer la seconde prémisse, et c'est à cette fin que Bradley expose et développe le paradoxe de la régression à l'infini des relations externes.

#### L'argument de la régression à l'infini
Dans son ouvrage de 1893, Appearence and Reality, Bradley conçoit toute une série d'arguments en faveur du monisme. Néanmoins, un seul d'entre eux retient l'attention des philosophes analytiques de la première génération, Bertrand Russell et George Edward Moore. C'est sous la forme d'un paradoxe associé à la thèse des relations externes qu'il se présente. Si, en effet, une relation avait une existence propre indépendante des termes qu'elle relie, comme cela est supposé dans le cas de relations considérées comme externes, alors une relation supplémentaire serait exigée pour rendre compte du lien entre cette relation et les termes qu'elles relient, et ainsi de suite ad infinitum,. Dans ces conditions, il n'est plus possible de justifier l'existence d'une relation, ni d'en concevoir le fondement. Aussi loin que nous puissions aller, nous ne pourrions aboutir à une relation qui permettrait de fonder toutes les relations externes précédemment considérées.
Chez Bradley, le paradoxe de la régression à l'infini ne remet pas seulement en cause l'existence des relations externes, mais aussi celle des relations internes, bien qu'il ait privilégié la critique de la thèse externaliste, associée chez lui comme chez ses contradicteurs (Russell et Moore) à l'idée qu'il existe des entités indépendantes concevables isolément,. Ce que Bradley rejette résolument, c'est l'idée même d'une existence séparée, non seulement pour les objets, mais également pour les propriétés des objets. Les relations sont pour lui la conséquence des opérations de la pensée qui divisent la réalité afin de pouvoir l'intégrer dans des représentations. L'impression d'un monde consistant en une multiplicité d'objets et de propriétés reliés entre eux n'est que le résultat de ce processus mental ; considérée en elle-même, la réalité est une, elle est en ce sens un « Absolu », indivisible et inaltérable.
Dans la philosophie analytique actuelle, la régression dite « de Bradley » est associée à un certain nombre d'arguments ou de problèmes soulevés qui ne relèvent pas strictement de l'argument de la régression à l'infini. Il en est ainsi de la question de ce qui unifie les propriétés, ou de la question de ce en quoi consiste précisément une relation, ce qui fait qu'elle relie.

### La critique de Russell et Moore

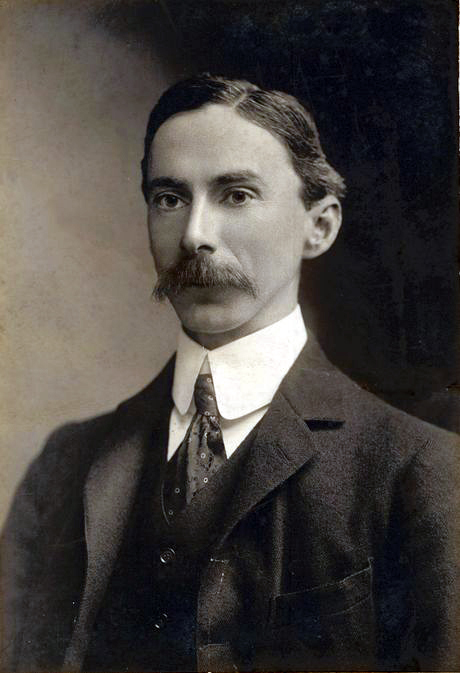
Bertrand Russell en 1907.

La critique par Bertrand Russell et G. E. Moore de l'idéalisme de Bradley et de sa supposée doctrine des relations internes est un des moments phares de la naissance de la philosophie analytique au début du XXe siècle. Elle suscite durant cette période un débat entre monistes et pluralistes sur un certain nombre de questions théoriques pouvant dans l'ensemble se ramener à la question suivante : « Les relations sont-elles internes ou externes ? ». Si elles sont internes, c'est-à-dire si un terme ne peut être saisi en soi indépendamment de ses relations avec d'autres, l'univers forme un tout unique (thèse moniste) ; si elles sont externes, c'est-à-dire si elles sont indépendantes de la nature des termes qu'elles relient, l'univers n'est plus qu'une sommation de parties indépendantes (thèse pluraliste). Dans la tradition moniste représentée par Bradley, la seule relation qui possède quelque forme d'existence est la relation interne du tout et des parties, car elle permet seule de concevoir la distinction fondamentale entre réalité (une) et apparence (multiple).
Alors que G. E. Moore dirige l'essentiel de sa critique contre les thèses idéalistes, ce qui va le conduire à une défense du « sens commun », Russell s'en prend surtout aux thèses du monisme « néo-hégélien » et aux aspects logiques de l'idéalisme incompatibles avec les mathématiques. C'est son travail de thèse sur la philosophie de Leibniz, publié en 1900 sous le titre La philosophie de Leibniz, qui lui donne l'occasion de faire le lien entre une tradition philosophique moniste et une logique classique des relations, remontant à Aristote, qu'il considère comme erronée et incompatible aussi bien avec les mathématiques qu'avec le langage ordinaire. Dans cette thèse, Russell soutient que Leibniz, fidèle en cela à Aristote, a sacrifié les riches intuitions pluralistes de son monadisme pour retrouver une vision moniste du monde suivant laquelle les véritables relations sont les relations internes entre les diverses manifestations de la réalité et la réalité elle-même conçue comme un Tout.
La philosophie traditionnelle a toujours eu tendance, d'après Russell, à nier la réalité des relations en tant que telles, et ce, faute d'une logique adéquate. Tous les philosophes se seraient même appuyés sur une conception « internaliste » des relations, en les interprétant soit comme des propriétés appartenant aux termes mêmes (les relata), soit comme des propriétés du Tout dont font partie les relata (pour les versions les plus radicales du monisme). La logique « néo-hégélienne » de Bradley ne serait ainsi qu'une exagération idéaliste de cette tendance à refuser la réalité des relations. Or il faut une théorie des relations qui puisse rendre compte des relations asymétriques telles que A > B, lesquelles jouent un rôle considérable en mathématiques comme dans nos représentations communes. La philosophie doit donc renoncer à toute conception moniste et à toute logique réduisant les relations à des propriétés, et élaborer une conception pluraliste et une logique adéquate constituant ensemble ce que Russell nomme l'« atomisme logique », premier courant historique de la philosophie analytique.

## Thèses principales

### Un seul être existant
L'affirmation de l'unité individuelle de l'être constitue la thèse la plus simple, la plus radicale et la plus contre-intuitive du monisme contemporain. Centrale dans la théorie métaphysique du « Blobject », elle trouve dans le modèle géométrodynamique de John Wheeler une première formulation physique.

#### Le modèle géométrodynamique de l'univers

Influence d'une masse sur le « tissu » de l'espace-temps. Pour John Wheeler, ce tissu constitue la seule réalité et les objets qui semblent s'y trouver n'en sont que des modifications.

La géométrodynamique du physicien John Wheeler est un programme théorique qui propose de construire la physique en ne reconnaissant que l'espace-temps. Le point de départ consiste à interpréter la théorie de la relativité générale comme une description géométrique de l'espace-temps qui permet d'expliquer non seulement la gravitation universelle, mais tout ce qui existe physiquement. Sur cette base, la géométrodynamique de Wheeler envisage de réduire également l’électrodynamique (physique des champs électromagnétiques) et la physique des particules élémentaires à une description géométrique de l'espace-temps, sans reconnaître l'existence d'aucun objet additionnel. 
L'hypothèse sous-jacente à cette théorie physico-mathématique est que la matière tout entière est fondamentalement identique au continuum spatio-temporel à quatre dimensions et à ses propriétés géométriques. Pour Wheeler, les particules ou les champs qui semblent se déplacer dans l'espace doivent être compris comme des propriétés de l'espace-temps lui-même qui décrivent notamment sa courbure. Wheeler résume ainsi son programme de géométrisation de la matière :
« (1) une faible courbure dans une région de l'espace décrit un champ gravitationnel ; (2) ailleurs, une géométrie ondulée de courbure différente décrit un champ électromagnétique ; (3) une région à forte courbure décrit une concentration de charge et de masse-énergie se déplaçant comme une particule.»
Les particules et les champs ne sont donc pas des entités supplémentaires au « tissu » de l'espace-temps, comme dans la représentation courante d'une masse posée sur un tissu qu'elle déforme, mais plutôt le tissu lui-même, en tant qu'il possède certaines propriétés géométriques. On qualifie cette position de « super-substantialisme », par contraste avec le substantialisme, parce qu'elle postule un univers où l'espace-temps quadridimensionnel est la seule substance existante (contrairement à l'espace tridimensionnel absolu dans la physique de Newton).

#### La théorie du «Blobject»
La théorie du « Blobject », ou « blobjectivisme » (de l'anglais blob, qui désigne un être indistinct, fusionné avec le terme object), est une conception strictement moniste de la réalité avancée par Terence Horgan et Matjaž Potrč au tournant des années 2000 qui a renouvelé récemment l'intérêt pour le monisme chez les philosophes analytiques. Cette théorie peut se résumer en quelques grandes thèses :
- Il n'existe véritablement qu'un seul individu concret (concrete particular), à savoir l'univers entier, ou le Blobject
- Le Blobject est une énorme structure spatio-temporelle extrêmement complexe, avec une très grande variabilité locale, mais qui ne possède néanmoins aucune partie à proprement parler
- De nombreuses affirmations relevant du bon sens ou de la science sont vraies, même si rien dans le monde ne confirme directement ces affirmations
- La véracité de ces affirmations consiste dans une correspondance indirecte entre le monde et le langage

Le principal argument en faveur de cette théorie est le suivant :
1. Le monde est un objet concret suffisant pour expliquer comment le monde évolue, car la totalité de l'histoire causale du monde peut être décrite en termes d'aspects physiques dynamiques le caractérisant
2. Si le monde se composait de parties véritablement existantes, ces parties seraient dans ces conditions redondantes d'un point de vue explicatif, constituant alors sur le plan  ontologique des entités épiphénoménales
3. La redondance explicative et l'idée d'épiphénomène sont incompatibles avec la méthodologie scientifique, et notamment avec le rasoir d'Occam.
4. Le respect de la méthodologie scientifique implique le postulat d'un unique objet existant équivalent au monde entier (le Blobject)

La théorie du Blobject n'implique en elle-même aucune détermination de la nature de ce qui existe. L'unique réalité peut être matérielle selon une approche réaliste, mentale selon une approche idéaliste, ou neutre. Les versions matérialistes ou neutres de cette théorie identifieront cet individu au cosmos tel qu'il est appréhendé dans les sciences physiques, ce qui correspond notamment au point de vue de Horgan et de Potrč. 
Cette forme radicale de monisme se veut compatible avec l'idée que les affirmations courantes peuvent être vraies, bien qu'elles semblent impliquer l’existence d'une multitude de choses. Les deux principales options avancées pour justifier cette idée sont la « théorie de la correspondance indirecte » (entre la réalité et le langage) de Horgan et Potrč, mettant l'accent sur la très grande diversité des contextes de signification, et la théorie des vérifacteurs de Jonathan Schaffer. Selon cette dernière option, il existe un unique vérifacteur qui est le monde lui-même.

### Un seul être fondamental
La thèse de l'existence d'un unique être fondamental permet de concilier le monisme avec l'expérience ordinaire d'un monde pluriel ainsi qu'avec la représentation scientifique habituelle du monde. Elle correspond à une forme « modérée » de monisme, où l'affirmation de l'unité fondamentale du réel reste compatible avec celle d'une existence multiple des choses.

#### La théorie de l'ordre implicite

Selon l'un des modèles du Big Bang, l’Univers actuel est issu d'une singularité initiale correspondant à un état infiniment dense ayant la topologie d'un point.

La théorie de l'ordre implicite est une conjecture d'inspiration moniste sur la nature de la réalité. Développée au départ par le physicien américain David Bohm dans les années 1970 pour expliquer certains paradoxes de la physique quantique dans un cadre de compréhension plus vaste que ne l'avait été sa théorie de l'onde pilote, elle est reprise par différents chercheurs tels que Basil Hiley, Karl Pribram ou Paavo Pylkkänen, ainsi que par certains auteurs tels que Michael Talbot ou David Peat (dans un registre cette fois plus mystique). Selon cette théorie, une unique réalité sous-tend en profondeur l’univers, et le monde multiple que l’on perçoit avec nos sens n’est qu’une apparence. 
La notion même d’ordre implicite met l’accent sur la primauté de la structure et du processus par rapport aux objets individuels. Le terme « implicite » qualifie une réalité dont chacune des parties est en contact avec les autres. Chaque fragment de la réalité contient en effet des informations sur chacun des autres fragments, de telle sorte que chaque élément du monde renvoie à la structure de l’univers en son entier. L'ordre implicite, qui est caché, produit l'« ordre explicite » que l'on perçoit avec nos sens et nos instruments – ordre de l'espace et du temps, de la séparation et de la distance. L'ordre explicite est illusoire au sens où les innombrables éléments qu'il comprend ne sont que des perspectives différentes sur une même réalité et doivent être considérées en termes de totalité, selon une approche holiste par laquelle les « individus » sont regardés comme des « sous-totalités » ni vraiment séparées ni vraiment indépendantes. Les particules élémentaires elles-mêmes et l'ensemble des objets n’ont ainsi qu’un degré d’individualité limité. 
La théorie de l'ordre implicite fait émerger un tableau de l'univers où la réalité proprement dite constitue un ensemble indivis, concentré en un point. Tout, en effet, se rejoint en une unité parfaite à l'origine de toute chose. Le maximum de réalité y est accordé à l'unité inhérente à l’ensemble, tandis qu'est à peine concédée une existence « dérivée » et « relative » des parties de l’ensemble. L'ordre implicite est un principe dynamique sous-jacent qui comprend dans son processus la totalité des choses, mais qui ne s'y réduit pas. Les entités normalement considérées comme physiques, telles que les atomes ou les particules subatomiques, et les entités abstraites que sont par exemple les états quantiques, constituent à la fois des parties de cette totalité et une approximation de l'unique principe. 
Ce modèle n'est pas seulement spéculatif mais a également un caractère explicatif en physique. Par exemple, concernant le phénomène d'intrication quantique, il est censé expliquer que deux particules issues d'un même système maintiennent leur relation même à de très grandes distances.

#### Le monisme modéré de Schaffer
C'est au cours des années 2000 que le philosophe australien Jonathan Schaffer élabore de façon rigoureuse une métaphysique moniste théoriquement compatible avec l'existence des objets ordinaires et des particules physiques, mais qui n'envisage qu'un seul individu ou « objet concret » fondamental (basic concrete object). Pour Schaffer, l'unique objet concret fondamental est le monde, l'univers ou le cosmos, autrement dit, la plus grande totalité existante. Néanmoins, à l'instar des conceptions pluralistes de la réalité, il reconnaît l'existence d'une multitude d'autres entités individuelles qui constituent autant d'éléments composant le monde. Sa principale thèse est celle du caractère dérivé de l'existence des choses à partir de cet unique individu fondamental. S'il est vrai qu'on peut identifier dans le monde un très grand nombre de réalités individuelles – notamment celles qui sont reconnues par la physique – ces entités n'existent cependant que de façon dérivée, tirant leur réalité de leur principe singulier (le cosmos). 
À l'instar des versions plus classiques et radicales du monisme (Bosanquet, Bradley, Royce), la théorie de Schaffer, qu'il nomme lui-même « priority monism » (où « priority » désigne en anglais l'antériorité logique et métaphysique), implique l'idée que le Tout est logiquement et ontologiquement antérieur à ses parties et qu'il constitue l'unique fondement de leur existence. Mais contrairement à elles, le monisme de Schaffer accepte la thèse d'une existence multiple ou plurielle au sein de la réalité (pluralisme). Cette thèse est même rendue nécessaire avec l'introduction du principe d'antériorité : les parties du Tout existent nécessairement de sorte que le Tout puisse leur être antérieur. L'idée d'une existence plurielle des choses correspond aussi bien à l'idée commune que nous nous en faisons qu'à la vision scientifique implicite du monde.
L'originalité du monisme de Schaffer réside notamment dans son système de fondation de l'existence des choses. Il est convenu en philosophie analytique (depuis même René Descartes) de penser que les faits concernant les choses complexes sont fondées sur les faits concernant des choses plus simples ou plus petites, autrement dit, que les choses et leurs éléments sont dans un rapport de constitution, de sorte que l'existence de ce qui est composé se fonde sur l'existence de ce qui le compose (l'existence d'une table, par exemple, implique l'existence des atomes ou molécules qui la composent, et non l'inverse). Or Schaffer considère qu'il faut renverser le sens de cette relation et envisager un système de fondation qui ne va pas du bas vers le haut, en partant des particules élémentaires, mais du haut vers le bas, en partant de l'univers tout entier, du cosmos. Bien qu'il ne soit pas le seul être existant, le cosmos est le seul être nécessairement existant, le seul dont on ne peut faire abstraction ; il constitue donc l'unique fondement de toute chose.

### Une seule conscience
La thèse de l'unité individuelle de la conscience s'inscrit dans la problématique de l'identité personnelle, l'une des questions les plus difficiles et les plus troublantes qui se soient posées dans le contexte de la philosophie analytique. Cette thèse est aussi bien compatible avec une compréhension holiste qu'avec une définition individualiste de la conscience.

#### Le «cosmopsychisme»
Le « cosmopsychisme » (néologisme construit à partir des termes « cosmos » et « psychisme » sur le modèle du mot « panpsychisme ») est une forme de panpsychisme soutenue aujourd'hui par des philosophes du courant analytique tels que Itay Shani, Bernardo Kastrup et Philip Goff, parfois en lien avec la religion (Yujin Nagasawa) ou avec l'écologie profonde (Freya Mathews). Dans son acception générale, le panpsychisme est une conception métaphysique du monde d'après laquelle l'esprit, ou la conscience, est une propriété ou un aspect fondamental du monde qui s'y présente partout. Dans sa version forte, le panpsychisme décrit la nature même de la réalité comme étant d'« ordre psychique », c'est-à-dire, comme étant :
- ou bien mentale, au même titre que notre conscience ou les expériences que nous vivons
- ou bien « proto-mentale », sous une forme certes trop primitive pour que la conscience lui soit attribuée mais néanmoins comparable aux phénomènes mentaux.

Aujourd'hui, la thèse d'une nature proprement mentale de la réalité semble peu crédible, car trop proche d'une attitude anthropomorphique, tandis que celle d'une nature proto-mentale de la réalité pose la question de la façon dont apparaît la conscience. Si, en effet, certaines propriétés de la conscience sont fondamentales et que nous savons de manière introspective ce qu'est la conscience elle-même, la question se pose de savoir comment les éléments fondamentaux de la conscience se combinent et évoluent ensemble pour donner naissance à ce que nous savons d'une conscience comme la nôtre. 
Deux types de réponse à cette question se présentent alors dans le cadre du panpsychisme:
1. La conscience, dans son ensemble, est le résultat émergeant d'une combinaison d'éléments d'ordre psychique. Tout comme les particules élémentaires se combinent pour donner naissance à des objets physiques, les « éléments psychiques » se combinent jusqu'à faire émerger des formes de conscience plus complexes (on parle alors de « micropsychisme » pour qualifier cette position).
2. La conscience individuelle dérive ou constitue un aspect ou un sous-produit de l'univers tout entier (Cosmos), qui est la seule entité consciente existant par elle-même (thèse principale du cosmopsychisme). Tout comme un même type d'expérience peut inclure ou subsumer de nombreuses expériences apparemment individuelles (par exemple, l'expérience visuelle qui inclut tous les objets visuels), des sphères d'expérience encore plus « englobantes » peuvent subsumer de plus petites, de sorte que le Cosmos, qui englobe tout, constitue le véritable fondement holistique de toutes les expériences.

La thèse « cosmopsychiste », qui correspond au second type de réponse, affirme ainsi l'existence d'une seule conscience fondamentale – le Cosmos – qui subsume toutes les expériences psychiques selon un modèle d'univers hiérarchique où l'existence de chaque élément repose sur celle du système auquel il participe. Il s'agit d'une thèse moniste compatible avec une forme de pluralisme, à l'instar du monisme de Jonathan Schaffer.

#### Le «monopsychisme»

Le thème de l'unité individuelle de la conscience se retrouve dans diverses traditions, ainsi que chez certains physiciens comme Freeman Dyson.

En 2004, dans un livre intitulé I Am You, le philosophe Daniel Kolak propose une théorie radicale de l'identité personnelle qui réactualise une tradition philosophique appelée « monopsychisme », attribuée à l'origine par Leibniz à Averroès pour qualifier sa thèse de l'unité individuelle de l'intellect entre tous les hommes. Pour Daniel Kolak, il n'existe véritablement qu'une seule personne, c'est-à-dire un seul sujet conscient, quel que soit le temps considéré, et cette personne n'est autre que nous-même, ou chacun d'entre nous. De même que, spontanément, nous considérons être la même personne que celle que nous avons été dans un passé lointain échappant à nos souvenirs, et donc à notre conscience du moment, nous devons accepter l'idée que nous soyons la même personne que toutes celles auxquelles nous attribuons l'existence, bien que nous ne puissions avoir conscience de cette identité directement. Ce que nous interprétons communément comme étant les limites distinctives entre les consciences individuelles (boundaries) « ne méritent pas l'importance métaphysique qui leur est généralement accordée », car il ne s'agit là que de limitations cognitives ou phénoménologiques (borders) bornant notre compréhension de qui nous sommes à une sphère de conscience close. Cette clôture cognitive et phénoménologique est la conséquence de l'état de séparation physique qui existe entre les organismes conscients – dotés chacun d'un cerveau et d'un système nerveux individualisés –, mais elle ne reflète pas la réalité de ce que nous sommes vraiment en tant que sujet.
Daniel Kolak nomme « individualisme ouvert » (Open Individualism) sa conception de l'identité personnelle, car, contrairement à l'« individualisme fermé » (Closed Individualism), elle n'enferme pas l'identité personnelle dans les limites connues de la conscience individuelle, et reconnait – contrairement à l'« anti-individualisme » (Empty Individualism) – l'existence pleine et entière de la personne. L'individualisme fermé correspond chez Kolak à la vision commune, traditionnelle et spontanée de l'identité personnelle, partagée également par la grande majorité des philosophes, tandis que l'anti-individualisme n'est représenté selon lui que par quelques philosophes ayant opté pour une approche relativiste (Robert Nozick) ou réductionniste (Derek Parfit) sur cette question. L'approche réductionniste, en particulier, fait dépendre l'identité personnelle des relations de continuité mentale provenant de notre activité cérébrale. Dans cette optique, il n'existe pas d'ego susceptible d'assurer l'identité personnelle, contrairement à ce que suppose notre croyance commune, et il est possible d'imaginer des cas de survie dans lesquels l'identité des personnes est parfaitement indéterminée (fictions de l'« homme-amibe » et de l'astronaute « télé-cloné », par exemple) ou problématique (cas d'une bissection complète du cerveau par callosotomie). Il faut par conséquent réviser nos croyances sur l'identité personnelle en nous débarrassant de l'illusion d'une identité primitive parfaitement déterminée, ce que Derek Parfit appelle le « fétichisme du moi ». Cette illusion nous a conduit, d'après Parfit, à survaloriser nos propres intérêts au détriment d'une attitude morale plus juste, plus impersonnelle.
Comme Parfit et les tenants d'une approche réductionniste de l'identité personnelle, Kolak soutient qu'il est faux de croire que les personnes et leurs champs de conscience sont des entités closes dont l'identité se maintiendrait à travers le temps entre la naissance et la mort dans le cours d'une existence particulière. Il partage avec eux l'idée que le choix de renoncer à la « conception fermée » de l'identité personnelle est une option qui s'impose du fait des contradictions qu'une telle conception implique. Mais pour lui, l'anti-individualisme correspond à une approche nihiliste (Empty View) de l'identité personnelle à laquelle il faut préférer une conception ouverte (Open View). Il est préférable d'opter pour celle-ci plutôt que pour la première car, à niveau de rationalité équivalent, il est toujours mieux d'opter pour le point de vue le plus conforme à notre vision commune et habituelle du monde et de nous-mêmes, autrement dit, pour le point de vue le plus « conservateur », plutôt que pour une conception qui remettrait en cause tout ce que nous croyons fermement être vrai et important (par exemple, la croyance que j'existe et que je suis la même personne que celle que j'étais dans le passé). Un autre motif d'adhésion doit nous conduire selon Kolak à adopter la conception ouverte : dans la mesure où elle reconnaît la réalité de l'existence personnelle, elle s'offre sur le plan éthique comme une meilleure alternative à l'individualisme fermé que ne l'est l'anti-individualisme, car elle permet d'établir « les fondations métaphysiques pour une éthique globale » centrée sur la personne,.